# Frederick Parks
Frederick Mostyn Parks, detto Fred (11 marzo 1885 – 1945), è stato un pugile britannico.

## Palmarès

### Olimpiadi
- Bronzo a Londra 1908 nei pesi massimi.